# A. S. 바이엇
A. S. 바이엇(A. S. Byatt, 본명: Dame Antonia Susan Duffy, 결혼 전 성: 드래블 Drabble, 1936년 8월 24일 ~ 2023년 11월 16일)은 영국의 소설가, 문학 평론가, 시인, 단편소설 작가였다. 그녀의 작품은 30개 이상의 언어로 번역되었다.

## 생애
1936년 8월 24일, 잉글랜드 셰필드에서 태어났으며, 본명은 안토니아 수전 드래블이다. 아버지 존 프레더릭 드래블(John Frederick Drabble)은 퀸즈 카운슬이자 후에 카운티 법원 판사였고, 어머니 캐슬린 블루어(Kathleen Bloor)는 브라우닝 연구자였다. 여동생은 소설가 마거릿 드래블, 언니는 미술사가 헬렌 랭던, 남동생 리처드 드래블은 변호사이다. 제2차 세계 대전 중 셰필드 폭격을 피해 요크로 이주하였다.
셰필드 고등학교와 요크의 퀘이커 계통 학교인 마운트 스쿨을 다녔으며, 외로움과 천식으로 인해 어린 시절을 힘들게 보냈다. 독서와 글쓰기는 그녀의 도피처이자 창작의 시작점이었다. 대학은 케임브리지 대학교 뉴넘 칼리지에서 수학하였고, 이후 브린 모어 칼리지(미국)와 옥스퍼드 대학교 서머빌 칼리지에서도 학문을 이어갔다.

## 경력
대학 시절부터 장편소설 집필을 시작해, 이후 Chatto & Windus 출판사를 통해 《Shadow of a Sun》(1964, 1991년 The Shadow of the Sun으로 재출간)과 《The Game》(1967)을 발표했다. 1959년 결혼 후 더럼으로 이주하였다.
1972년, 아들의 교육비 마련을 위해 런던 대학교 외부 교육부 강의직을 수락하였으나, 같은 주에 11세였던 아들이 만취 운전자가 낸 사고로 사망하는 비극을 겪었다. 그녀는 이후 상징적으로 11년간 강의하며 작품 활동을 병행하다가, 1983년 전업 작가로 전향하였다.

## 주요 작품
바이엇은 네 편의 장편소설로 이루어진 *The Quartet* 시리즈로 잘 알려져 있다.
- 《The Virgin in the Garden》(1978)
- 《Still Life》(1985)
- 《Babel Tower》(1996)
- 《A Whistling Woman》(2002)

그 외 대표작으로는 부커상을 수상한 《소유(Possession: A Romance)》(1990), 단편집 《The Djinn in the Nightingale’s Eye》(1994), 《The Children’s Book》(2009) 등이 있다.

## 비평 및 학문
바이엇은 아이리스 머독의 친구이자 비평가로서도 잘 알려져 있다. 주요 비평 저서로는 다음과 같다:
- 《Degrees of Freedom: The Early Novels of Iris Murdoch》(1965)
- 《Iris Murdoch: A Critical Study》(1976)
- 《Wordsworth and Coleridge in Their Time》(1970)
- 《Portraits in Fiction》(2001)

## 서훈
- 1990년 대영 제국 훈장 3등급(CBE)[1]
- 1999년 대영 제국 훈장 2등급(DBE, 작위급 훈장)[2]

## 수상
- 1990년 부커상 – 《소유》
- 1995년 아가 칸 픽션상 – 《The Djinn in the Nightingale’s Eye》
- 2010년 제임스 테이트 블랙 추모상 – 《The Children’s Book》
- 2002년 셰익스피어상
- 2016년 에라스무스상
- 2017년 박경리문학상
- 2018년 한스 크리스티안 안데르센 문학상

그녀는 생전에 노벨 문학상 후보로도 거론되었다.

## 가족
- 여동생: 마거릿 드래블 – 영국 소설가
- 남동생: 리처드 드래블 – 영국 변호사(KC)
- 언니: 헬렌 랭던 – 미술사학자

## 같이 보기
- 영국 문학
- 부커상
- 마거릿 드래블